# Truckee
Truckee je město v USA. Je součástí okresu Nevada County ve státě Kalifornie. V roce 2010 zde žilo 16 180 obyvatel, což je o více než 2 000 více, než v roce 2000. Město leží ve vysoké nadmořské výšce 1773 m n. m., proto je zde průměrná roční teplota jen 6,9 °C.

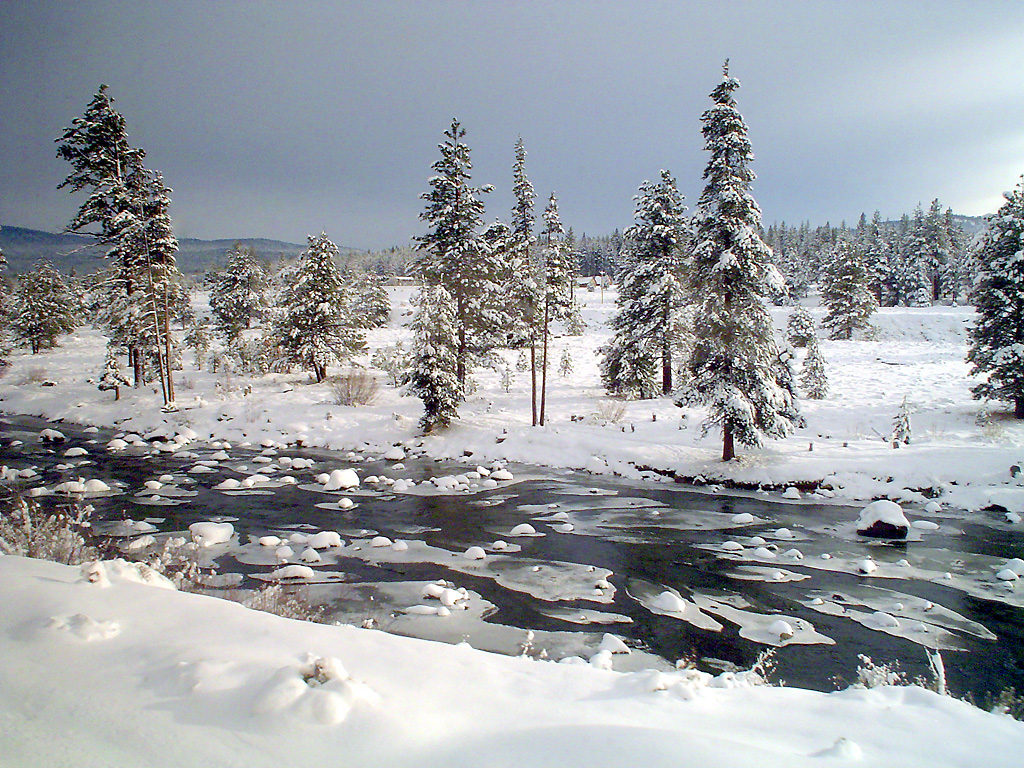
Řeka Truckee River východně od Truckee.